# Obra de arte (engenharia)

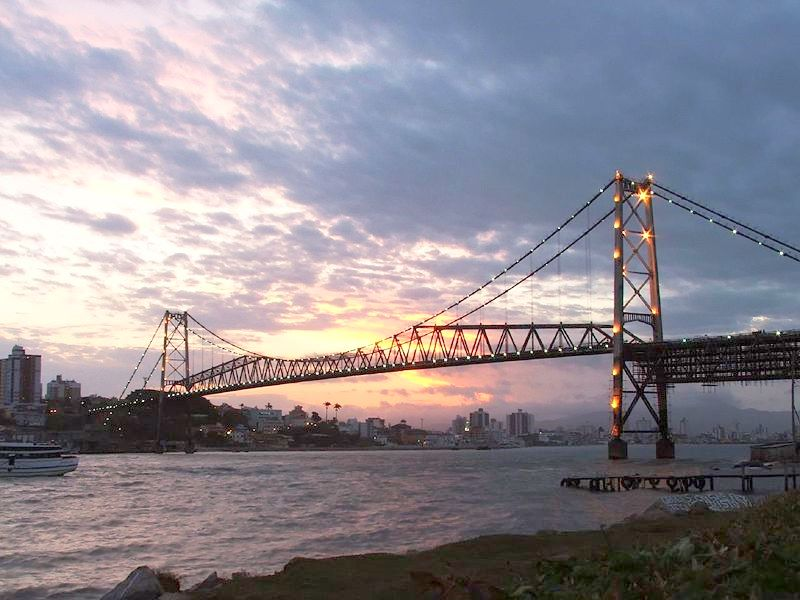
Ponte suspensa Hercílio Luz, Florianópolis, Brasil

Na área da construção fala-se em obra de arte (neste contexto habitualmente grafado obra-de-arte no Brasil) para designar construções realizadas por artífices (obras de artífice=obras de arte); ou de tipo "especial", únicas, por oposição às construções "normais", um edifício ou uma casa por exemplo.
A expressão obra de arte é especialmente aplicada nas vias de comunicação, sempre que estas adquirem uma dimensão e originalidade apreciável.

## História
O termo remonta à época em que tais estruturas eram concebidas por artífices que, graças a uma importante intuição e criatividade, conseguiram conceber e construir obras que eram apelidadas de "obras de arte".

## Exemplos
Para permitir que uma estrada, uma linha de caminho de ferro ou um canal transponham um obstáculo, constroem-se obras de arte como pontes, viadutos ou túneis.
Para alterar o curso dos elementos, ou reforçar os seus efeitos constroem-se outras obras de arte: barragens, diques, eclusas, muros de sustentação.